# Візуальна грамотність в освіті
Візуальна грамотність в освіті – це зорове мислення в навчанні або графічна обізнаність учнів, розвиває візуальну грамотність учнів, а саме сприяє їхній здатність розуміти, надавати сенсу та спілкуватися за допомогою візуальних засобів, зазвичай у формі зображень або мультимедіа, коли використовуються комп’ютери, інтернет, смартфони та інші цифрові технології. Процес впровадження візуалістики в освіті - це використання зображень, графіки, схем, відео та інших візуальних засобів для передачі інформації. Завдяки візуалістиці освіта стає більш сучасною, ефективною та відповідає потребам сьогодення — таким як цифрова грамотність, швидке сприйняття інформації, критичне мислення. Це робить освіту сучасною і такою, яка відповідає потребам сьогоднішнього світу.

## Історія
Зорове мислення традиційно використовувалося в навчальному процесі: малюнки та твори мистецтва, допомагали глибше осмислювати історичні події та літературні тексти. Існує давня традиція використання текстів як освітніх образів, що бере свій початок ще в епоху Просвітництва. Водночас візуальна грамотність в освіті сьогодні стає значно ширшим та комплекснішим поняттям, яке визначає не лише сприйняття, а й осмислення навчального матеріалу. Це зумовлено інтеграцією зображень і візуальних презентацій у навчальні програми як складової сучасних технологій, а також зростаючою доступністю комп'ютерів.
Традиційно, зокрема в освіті, загальноприйнятим підходом було засвоювання молодшими учнями друкованих знань, що робило кожного учня дискурсивним учнем. Коли навчально-педагогічна комунікація базувалася на такій основі, де педагог і кожен учень були рівноправним і повноправним учасником взаємодії. Дискурс включає взаємодію між учителем і учнем, обмін думками, запитання, аргументацію, рефлексію. Дискурсивна основа — коли в класі відбувається не просто "лекція", а жива розмова, співпраця. Проходить спільне мислення між вчителем і учнями. Існує кілька стилів навчання, які краще відповідають індивідуальним особливостям учнів. Деякі з них орієнтовані на текстове сприйняття, інші — на візуальний, слуховий або кінестетичний (через рух і тілесні відчуття) підходи. Можливе поєднання декількох стилів. У зв’язку з цим розробники навчальних матеріалів почали адаптувати освітні стилі до можливостей нових медіа та сучасних технологій.
У 1989 році пролунав заклик до створення нової навчальної програми з науки суспільствознавство, яка б унікальним чином інтегрувала візуальну інформацію в освітній процес та демонструвала включення візуальних елементів в освітні програми. В результаті кожен учень міг отримати навички читання карт, діаграм і графіків необхідних для аналізу даних. З’являлась можливість проводити роботу з візуальними матеріалами першоджерел — зокрема з ефемерними пам’ятками відповідного періоду з живопису, скульптури, архітектури, предметів побуту та інших проявів матеріальної культури, Тобто, в освітніх матеріалах використовувався своєрідний архів, з якого історики з давен черпають знання про минуле й сучасність. Матеріали відбиралися за критеріями візуальної виразності, автентичності та здатності зацікавити студентів. Матеріали були розроблені дослідницькою групою Ligature. Дизайнером і керівником цієї ініціативи був Йозеф Годлевський (3 липня 1948 р. — 8 квітня 2013 р.), Саме він — викладач графічного дизайну в Школі дизайну Род-Айленда започаткував підхід, який нині є загальновизнаним і широко застосовуваним: інтеграцію візуальних елементів із текстом у друкованих та медійних навчальних матеріалах.

## Досягнення мультимедіа
Мультимедійний прогрес переосмислив те, що означає навчання грамоті в класі. Сьогодні учні повинні вміти представляти та декодувати (розшифровувати зміст якої-небудь інформації, яка міститься в певному коді) письмові та візуальні зображення, що ставить перед викладачами завдання навчати візуальній грамотності в класі. Сьогоднішні студенти використовують PowerPoint, PhotoStory, MovieMaker та інші інструменти для створення презентацій у класі. Це створює труднощі для освітян, оскільки вони прагнуть надати своїм учням необхідні інструменти для процвітання в середовищі, керованому медіа.
Освітяни тепер розуміють, що учням бракує навичок точного розшифровування та прийняття етичних рішень на основі цього образу. За словами Сьюзен Метрос з Університету Південної Каліфорнії,  студенти можуть переглядати зображення, читати карту та вводити дані, але не можуть створити зображення, нанести дані на карту та зрозуміти, чому одна діаграма краща за іншу. Щоб краще підготувати учнів, шкільні округи беруть на себе зобов'язання додати технологічний компонент до своїх навчальних програм. Наприклад, замість подання робіт студенти можуть створювати короткі фільми або інтерактивні есе. Це сприяє практичному підходу до мультимедіа, щоб студенти могли вивчати нові інструменти.

## Викладання візуальної грамотності
Викладання візуальної грамотності в класі означає багато речей: від кіно, танців та пантоміми до використання діаграм, карт та графіків і дитячих книжок з картинками. Візуальні тексти можна знайти в книгах, інтернеті, екологічних вивісках, телевізорі, планшетних пристроях та сенсорних екранах, таких як банкомати. Це включає навчання студентів критичному аналізу образів, представлених їм через рекламу та інші засоби масової інформації. Це також передбачає оснащення студентів інструментами для створення презентацій, які ефективно доносять зміст. Сьогодні вчителі використовують блоги та вікі в класі, щоб інформувати своїх учнів про вимоги до уроку та заохочувати до спільних обговорень у класі. Все більше студентів покладаються на технології для покращення свого навчального середовища.  З розвитком технологій, їхня доступність та можливості створять більше інструментів для використання вчителями.
У 1990–1994 роках двадцять учителів США та Австралії здійснили спробу спостерігати за тим, як діти читають та пишуть візуальні тексти, а продовження було зроблено у 2011 році.  Досліджувані візуальні тексти обмежувалися тими, що використовувалися в інформаційних книгах, електронних книгах та на вебсайтах, такими як діаграми, карти, розкадрування, блок-схеми, часові шкали, павутиння, дерева та таблиці. Молін стверджує, що стратегія, яку він називає перекомпозицією, допомагає в плануванні та розумінні есе. Перекомпонування описується  як зчитування інформації в лексичному форматі (наприклад, абзаці речень) та її узагальнення у візуальному форматі (наприклад, блок-схемі або таблиці). Візуальний текст потім формує основу для дитини під час написання її/його есе на цю тему.
Освітяни дедалі частіше виступають за візуальну грамотність як важливу навичку через зростаюче використання візуальних матеріалів у суспільстві та освіті. Такі вчені, як Джордж, виступають за перехід педагогіки письма від аналізу до дизайну, щоб студенти могли створювати візуальні тексти, такі як вебсайти, брошури та інші мультимедійні засоби. Акцентування уваги на візуальних аспектах комунікації, пов'язаних з риторичною освітою. Інші дослідження також підкреслюють необхідність підтримки учнів у взаємодії зі складними візуальними текстами, спрямовуючи їх в інтерпретації візуальних елементів, таких як колір, макет та символіка, що пропонує Капелло. Такий підхід не лише покращить розуміння учнів, але й заохочуватиме творчість та критичне мислення.

## Переваги
Комп'ютери стали важливою частиною суспільства. Люди повинні навчитися спілкуватися за допомогою зображень, оскільки технології продовжують розвиватися.
Переваги викладання візуальної грамотності також поширюються на інші навички, такі як покращення комунікації, критичного мислення та креативності. Авгеріну та Еріксон наголошують, що візуальна грамотність надає людям навички інтерпретації та оцінки візуальних медіа, які ми споживаємо щодня, а також спілкування більш неформально та ефективно. Також існують дослідження, які підкреслюють, як візуальна грамотність може покращити вирішення проблем, заохочуючи учнів інтегрувати текстову та візуальну інформацію, згідно з Лі та Хадкою. Наприклад, такі завдання, як цифрове оповідання історій або візуальні презентації, можуть допомогти покращити креативність та навички критичного мислення.

### Використання у вищій освіті
З розвитком технологій розвиваються й інструменти, які вчителі отримують для навчання учнів навичкам візуальної грамотності. Наукові віртуальні моделі та фігури, цифрове картографування та інші комп'ютерні візуальні програми – все це інструменти, доступні як ресурси для вищої освіти в школах. Ці інструменти можна використовувати для «розвитку здібностей та навичок учнів» та створення нового розуміння письма та навчання в класі.
Візуальна грамотність також отримує все більше визнання у вищій освіті. Лі та Хадка обговорюють роль мультимедійних навчальних програм у покращенні здатності учнів орієнтуватися у складних мультимодальних середовищах, а також візуальних і цифрових текстах. Фрісікаро-Павловскі та Монж наголошують на цінності спільного навчання, співпрацюючи з бібліотекарями та викладачами FYC (композиції першого року навчання) для викладання візуальної грамотності на курсі. Завдяки цій співпраці викладачі можуть розробляти завдання, що інтегрують текстові та візуальні елементи, такі як інфографіка або мультимодальні есе, щоб допомогти студентам аналізувати твори з візуальної риторики. Це допоможе студентам покращити свої навички критичного мислення, розвинути міждисциплінарну співпрацю та підготуватися до «орієнтації в мультимодальному ландшафті комунікації в цифрову епоху».  Майбутнє освіти — за поєднанням тексту та зображення, аналізу та творчої уяви, за гнучкими, технологічно обґрунтованими методами навчання, що відповідають викликам сучасності. Інтеграція візуального контенту в освіту виводить навчальний процес на новий рівень, наближаючи людство до потреб XXI століття.

## Зовнішні посилання
- Візуальна грамотність у початкових, молодших та середніх класах